# 鉢伏山 (香美町)
鉢伏山（はちぶせやま）は、兵庫県養父市と美方郡香美町の市町境にある山。ふるさと兵庫50山のひとつ。

## 概要
標高1221mで、谷を挟んで南側に氷ノ山を臨む。鉢伏山から高丸山、赤倉山を経て氷ノ山に連なり、氷ノ山後山那岐山国定公園に属する。兵庫50山の一つ。
鉢伏山を境に南側(養父市)にハチ高原、北側(香美町村岡区)にハチ北高原、西側（香美町小代区）に美方高原が広がり、スキー、パラグライダー、キャンプ、登山などのアウトドアスポーツが楽しめる。

特にハチ高原スキー場、ハチ北スキー場は、ハチ・ハチ北として親しまれており、両スキー場ともに関西有数の規模を誇る。また、リフト券は共通となっており(ハチ高原側全但リフト券除く)、山頂を経て両スキー場を行き来でき、さらに多彩なコースが楽しめる。
なお、神道系新宗教『大本』では教祖出口王仁三郎が龍宮の乙姫のご神体としたため、聖地とされている。

## 周辺
- 小代区（「日本で最も美しい村」連合に加盟）
- 音水渓谷（水源の森100選） - 原不動滝（日本の滝100選）
- 瀞川渓谷（日本の秘境100選） - 瀞川不動滝
- 瀞川平（兵庫県観光100選第一位） - 但馬高原植物園、兵庫県立木の殿堂
- 天滝渓谷（森林浴の森100選） - 天滝（日本の滝100選）
- 熊波渓谷
- 久須部渓谷 - 要滝、三段滝、鈴滝
- 氷ノ山（日本の秘境100選）
- ハチ北高原
- 兎和野高原（日本百景） - 兎和野高原野外教育センター
- 猿尾滝（日本の滝100選）
- 神鍋高原・神鍋渓谷